# Lijst van nummer 1-hits in Duitsland in 1994
Deze hits stonden in 1994 op nummer 1 in de Musikmarkt Top 100, de bekendste hitlijst in Duitsland.
| Datum        | Artiest                          | Titel                                          |
| ------------ | -------------------------------- | ---------------------------------------------- |
| 7 januari    | Meat Loaf                        | I'd do anything for love (but I won't do that) |
| 14 januari   | Meat Loaf                        | I'd do anything for love (but I won't do that) |
| 21 januari   | Ace of Base                      | The sign                                       |
| 28 januari   | Ace of Base                      | The sign                                       |
| 4 februari   | Ace of Base                      | The sign                                       |
| 11 februari  | Bryan Adams, Rod Stewart & Sting | All for love                                   |
| 18 februari  | Bryan Adams, Rod Stewart & Sting | All for love                                   |
| 25 februari  | Bryan Adams, Rod Stewart & Sting | All for love                                   |
| 4 maart      | Bryan Adams, Rod Stewart & Sting | All for love                                   |
| 11 maart     | Magic Affair                     | Omen III                                       |
| 18 maart     | Magic Affair                     | Omen III                                       |
| 25 maart     | Magic Affair                     | Omen III                                       |
| 1 april      | Magic Affair                     | Omen III                                       |
| 8 april      | Bruce Springsteen                | Streets of Philadelphia                        |
| 15 april     | Bruce Springsteen                | Streets of Philadelphia                        |
| 22 april     | Bruce Springsteen                | Streets of Philadelphia                        |
| 29 april     | Bruce Springsteen                | Streets of Philadelphia                        |
| 6 mei        | Bruce Springsteen                | Streets of Philadelphia                        |
| 13 mei       | Mariah Carey                     | Without you                                    |
| 20 mei       | Mariah Carey                     | Without you                                    |
| 27 mei       | Mariah Carey                     | Without you                                    |
| 3 juni       | Mariah Carey                     | Without you                                    |
| 10 juni      | Prince Ital Joe & Marky Mark     | United                                         |
| 17 juni      | Prince Ital Joe & Marky Mark     | United                                         |
| 24 juni      | Prince Ital Joe & Marky Mark     | United                                         |
| 1 juli       | Prince Ital Joe & Marky Mark     | United                                         |
| 8 juli       | Prince Ital Joe & Marky Mark     | United                                         |
| 15 juli      | Crash Test Dummies               | Mmm mmm mmm mmm                                |
| 22 juli      | All-4-One                        | I swear                                        |
| 29 juli      | All-4-One                        | I swear                                        |
| 5 augustus   | All-4-One                        | I swear                                        |
| 12 augustus  | All-4-One                        | I swear                                        |
| 19 augustus  | All-4-One                        | I swear                                        |
| 26 augustus  | All-4-One                        | I swear                                        |
| 2 september  | All-4-One                        | I swear                                        |
| 9 september  | All-4-One                        | I swear                                        |
| 16 september | All-4-One                        | I swear                                        |
| 23 september | Mo-Do                            | Eins, zwei, polizei                            |
| 30 september | Mo-Do                            | Eins, zwei, polizei                            |
| 7 oktober    | Mo-Do                            | Eins, zwei, polizei                            |
| 14 oktober   | Mo-Do                            | Eins, zwei, polizei                            |
| 21 oktober   | Whigfield                        | Saturday night                                 |
| 28 oktober   | Whigfield                        | Saturday night                                 |
| 4 november   | Rednex                           | Cotton eye Joe                                 |
| 11 november  | Rednex                           | Cotton eye Joe                                 |
| 18 november  | Rednex                           | Cotton eye Joe                                 |
| 25 november  | Rednex                           | Cotton eye Joe                                 |
| 2 december   | Rednex                           | Cotton eye Joe                                 |
| 9 december   | Rednex                           | Cotton eye Joe                                 |
| 16 december  | Rednex                           | Cotton eye Joe                                 |
| 23 december  | Rednex                           | Cotton eye Joe                                 |
| 30 december  | Rednex                           | Cotton eye Joe                                 |